# Елц (Вестервалд)
Елц (њем. Elz) општина је у њемачкој савезној држави Хесен. Једно је од 19 општинских средишта округа Лимбург-Вајлбург. Према процјени из 2010. у општини је живјело 7.978 становника. Посједује регионалну шифру (AGS) 6533006.

## Географски и демографски подаци
Елц се налази у савезној држави Хесен у округу Лимбург-Вајлбург. Општина се налази на надморској висини од 130 метара. Површина општине износи 16,9 km². У самом мјесту је, према процјени из 2010. године, живјело 7.978 становника. Просјечна густина становништва износи 473 становника/km².